# Yoma taurisca
Yoma taurisca är en fjärilsart som beskrevs av Hans Fruhstorfer 1912. Yoma taurisca ingår i släktet Yoma och familjen praktfjärilar. Inga underarter finns listade i Catalogue of Life.